# يوم ضرية
يوم ضرية؛ هو أحد أيام العرب من حرب البسوس والتي تواجهت فيها كل من تغلب بن وائل وبكر بن وائل، وقد حدثت المعركة في ضرية جنوب غرب منطقة القصيم.

## نبذة
استمرت حرب البسوس أربعة عقود تخللتها وقائع عديدة بين تغلب وبكر، فمنها يوم الحنو، ويوم عويرضات، ويوم أنيق، ويوم ضريّة، ويوم القصيبات، ويوم تحلاق اللمم، وقد كانت نتائج المعارك ما بين كر وفر بين القبيلتين إلا أن يوم ضرية انتهى بانتصار تغلب بن وائل على بكر.

## التشابه
ذكرت واقعة أخرى ليوم ضرية بين بنو سعد وبنو عمرو بن حنظلة، فقد اجتمعا في ضرية للحرب لكن انتهت بالمصالحة بينهم، ذكرها الشاعر هَمَّام بن غالب بن صعصعة التميمي في قصيدة له متفاخرًا بمساهمات قومة بالصلح:
وقال أيضًا: